# St. Wendelinus (Hastenrath)

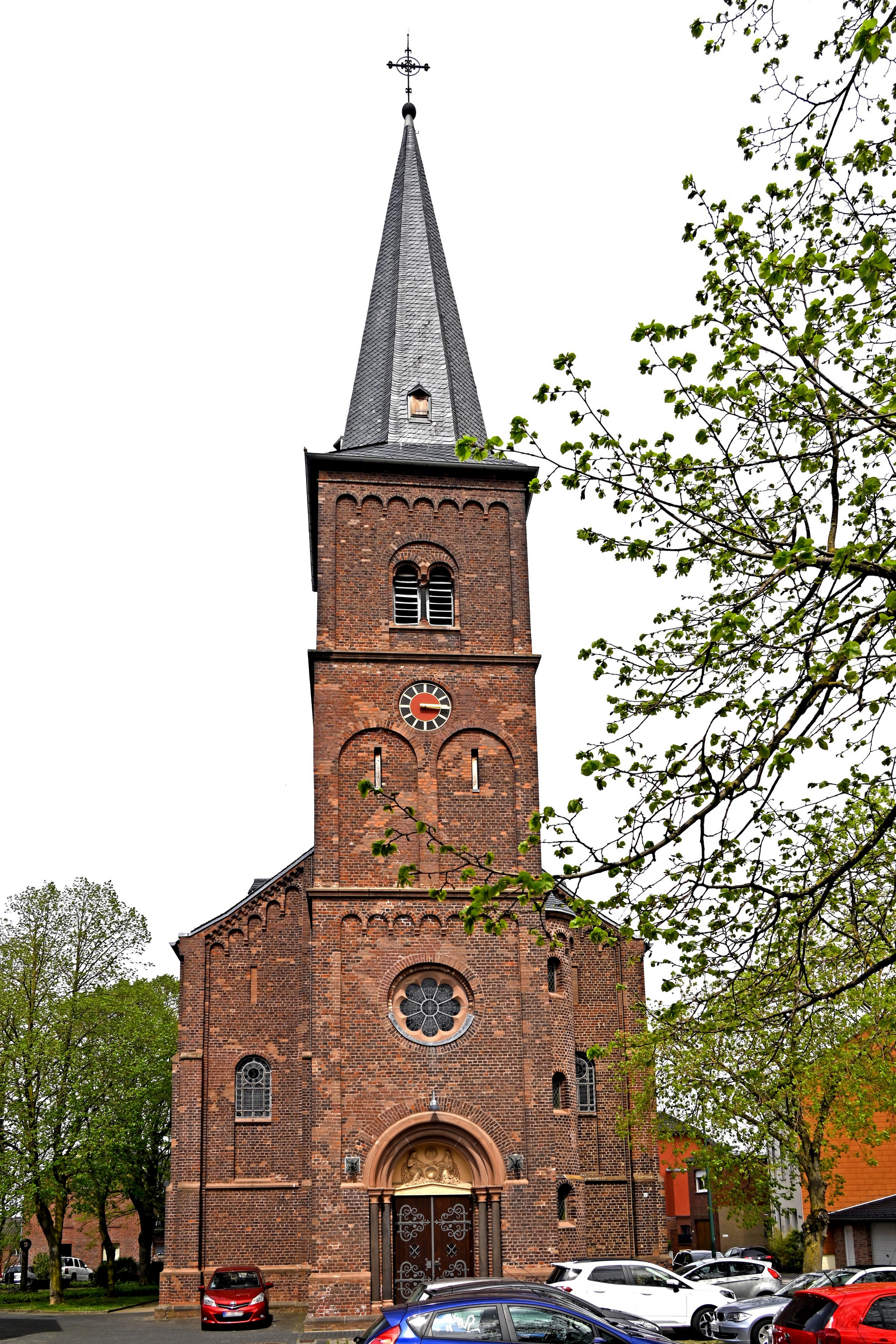
Kirche St. Wendelinus

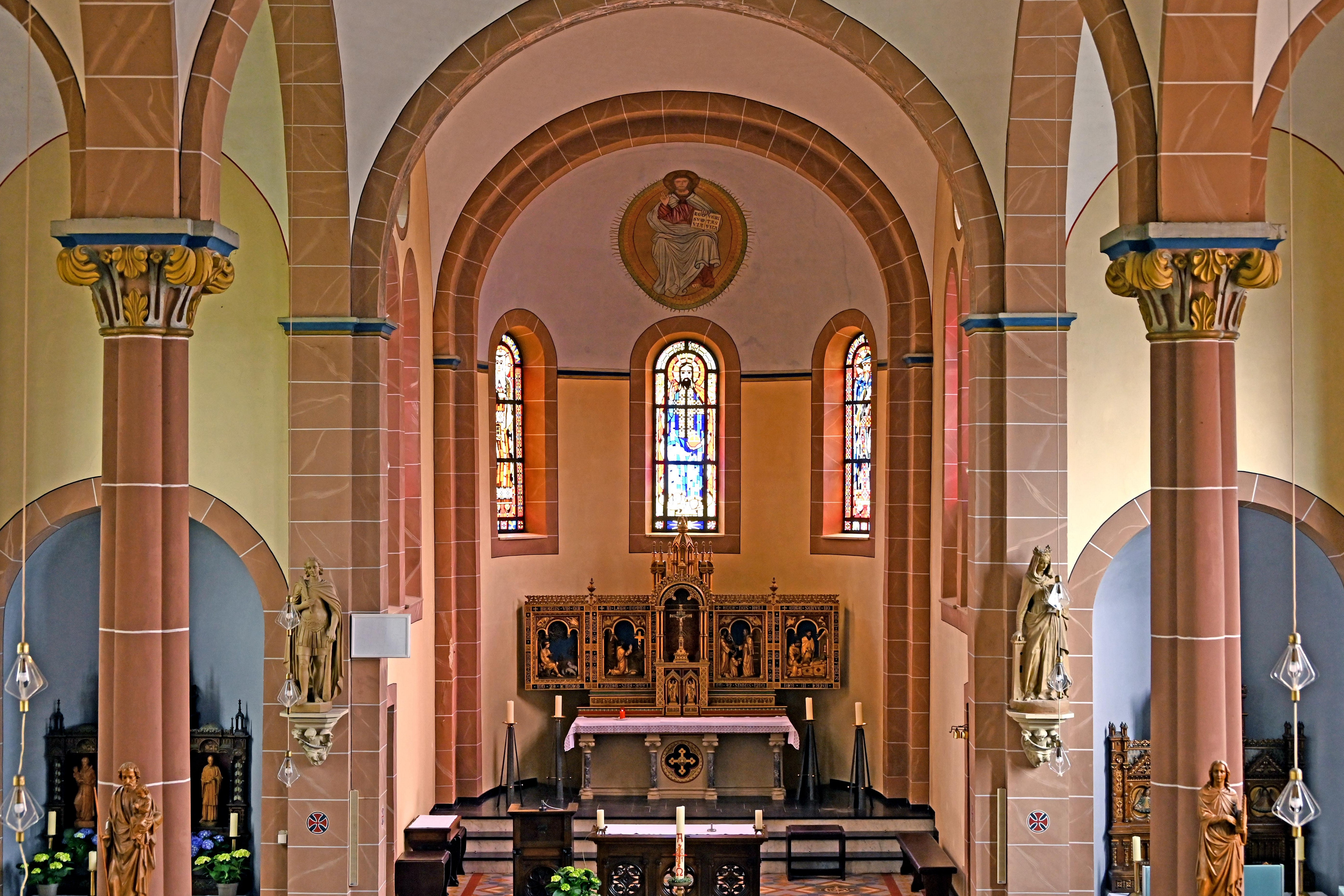
Innenraum

Die römisch-katholische Kirche St. Wendelinus liegt im Stadtteil Hastenrath der Stadt Eschweiler in der nordrhein-westfälischen Städteregion Aachen und ist nach dem heiligen Wendelin benannt. Sie ist eine Filialkirche der katholischen Pfarrgemeinde „Heilig Geist“, die 2010 aus den fünf ehemaligen Pfarreien im südlichen Stadtgebiet von Eschweiler (neben St. Wendelinus St. Antonius in Bohl, St. Barbara in Pumpe-Stich, St. Cäcilia in Nothberg und St. Marien in Röthgen) gebildet wurde. Der aus grau-rötlichem Backstein errichtete Kirchenbau steht frei auf einem mit Linden bepflanzten Platz.
Die 4,30 Meter hohe Kanzel ist aus Eichenholz und stammt ursprünglich aus dem Prämonstratenserkloster Wenau.

## Geschichte
Hastenrath zählte ursprünglich zur Pfarre Nothberg. In den Jahren 1782 bis 1783 wurde eine Kapelle in Hastenrath erbaut. Ob schon zuvor hier ein Gotteshaus existierte, ist nicht überliefert. Am 1. März 1804 wird die Pfarre von der Nothberger Pfarre getrennt und selbständige Kirchengemeinde im Kanton Eschweiler. Sie reicht zu diesem Zeitpunkt im Süden bis zum Vichtbach und umfasst unter anderem Diepenlinchen, Killewittchen, Scherpenseel und Werth. Der erste Pfarrer ist bis 1815 Simon Joseph Johann Frings aus Lamersdorf.
1857 gründen der von 1849 bis 1890 tätige Pfarrer Johann Jakob Funk und Gemeindemitglieder einen Kirchenbauverein. Als 1877 der Baufonds 39.000 Taler umfasst, erfolgt am 27. Mai 1883 die feierliche Grundsteinlegung. Verantwortlicher Unternehmer ist Joseph Rosen aus Eschweiler. Er ist ferner Besitzer einer Ziegelei. Am 19. Oktober 1884 erfolgt die Einsegnung der Backsteinkirche durch den Weisweiler Dechant Sommer. Die Kirchweihe war schließlich am 9. Juli 1889. Die Pläne zum Bau der Kirche schuf der Kölner Architekt Heinrich Nagelschmidt.
1825 wird das Bistum Aachen aufgelöst, und die Pfarre Hastenrath wird Teil des Dekanats Derichsweiler im Erzbistum Köln. 1913 fällt Werth an die Pfarre Gressenich. Am 18. Januar 1925 kommt die Pfarre zum Dekanat Eschweiler. Als am 1. Oktober 1932 nach Auflösung der Gemeinde Hastenrath im Kreis Düren die Ortschaften Werth, Weißenberg, Diepenlinchen und Burgholz im so genannten „Hastenrather Zipfel“ verwaltungspolitisch an die Gemeinde Gressenich im Landkreis Aachen fallen, ist das Pfarrgebiet bereits entsprechend verkleinert.
Im November 1944 nimmt die Kirche bei den Infanterie- und Panzerkämpfen gegen Ende des Zweiten Weltkriegs großen Schaden. Größere Renovierungen erfolgen 1952 und 1979.
Von 1947 bis 1949 erscheint das „Pfarrblatt St. Wendelinus Hastenrath“.
Am 23. Dezember 1991 wird in der Kirche die St.-Wendelinus-Statue enthüllt. Am 31. Dezember 1991 wird die Kirche in die Baudenkmalliste der Stadt Eschweiler aufgenommen.

## Ausstattung

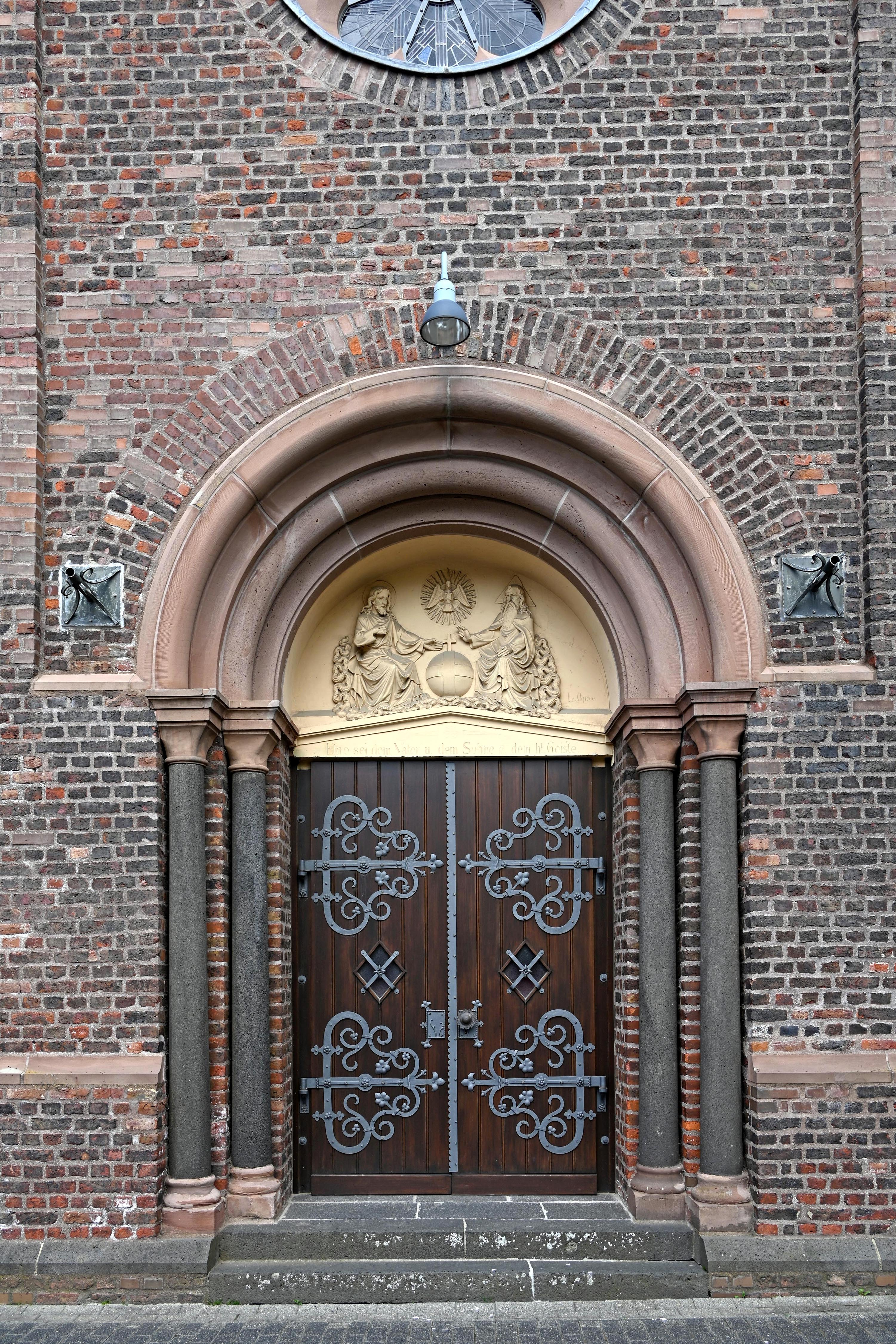
Hauptportal
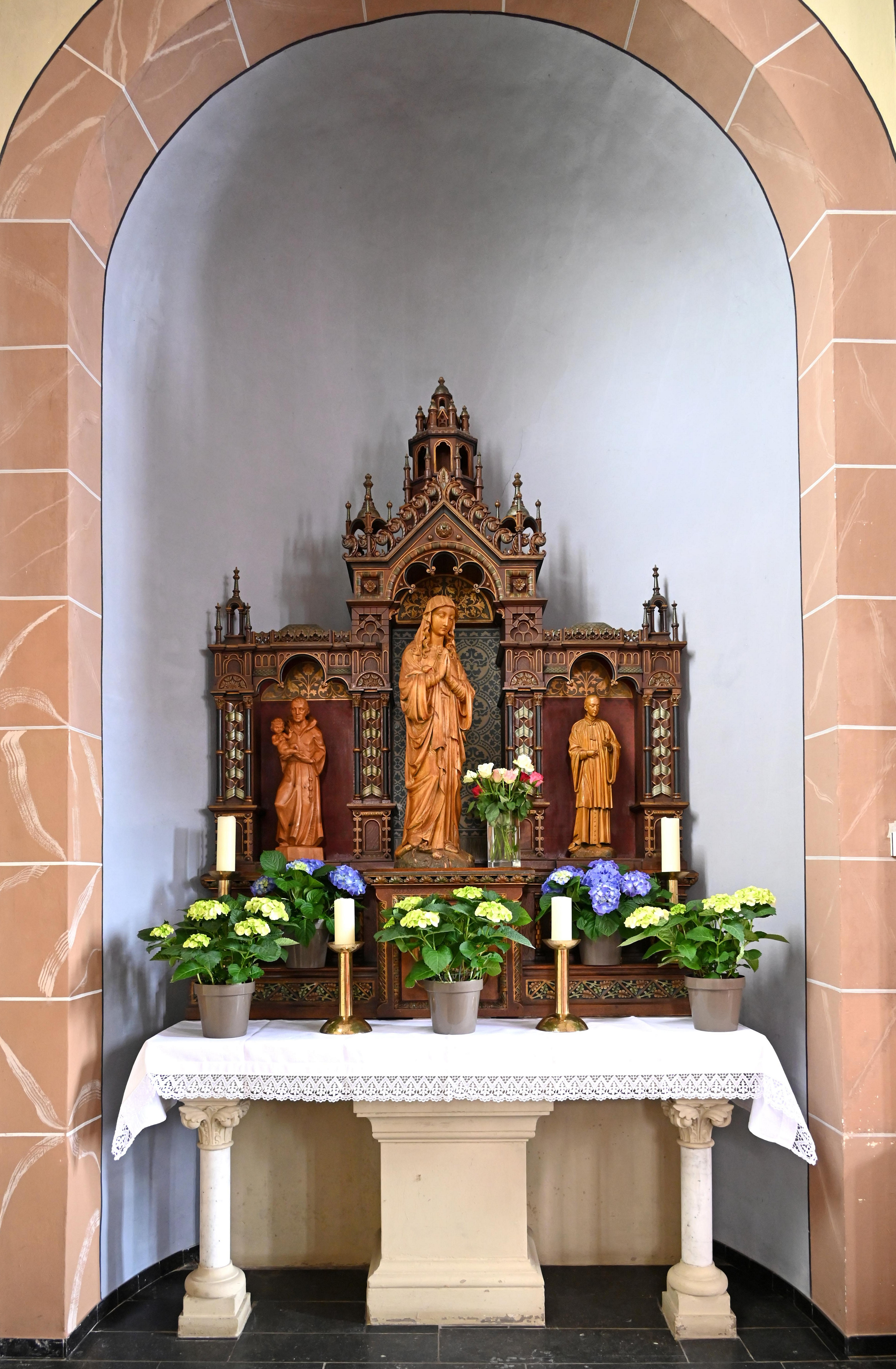
Marienaltar
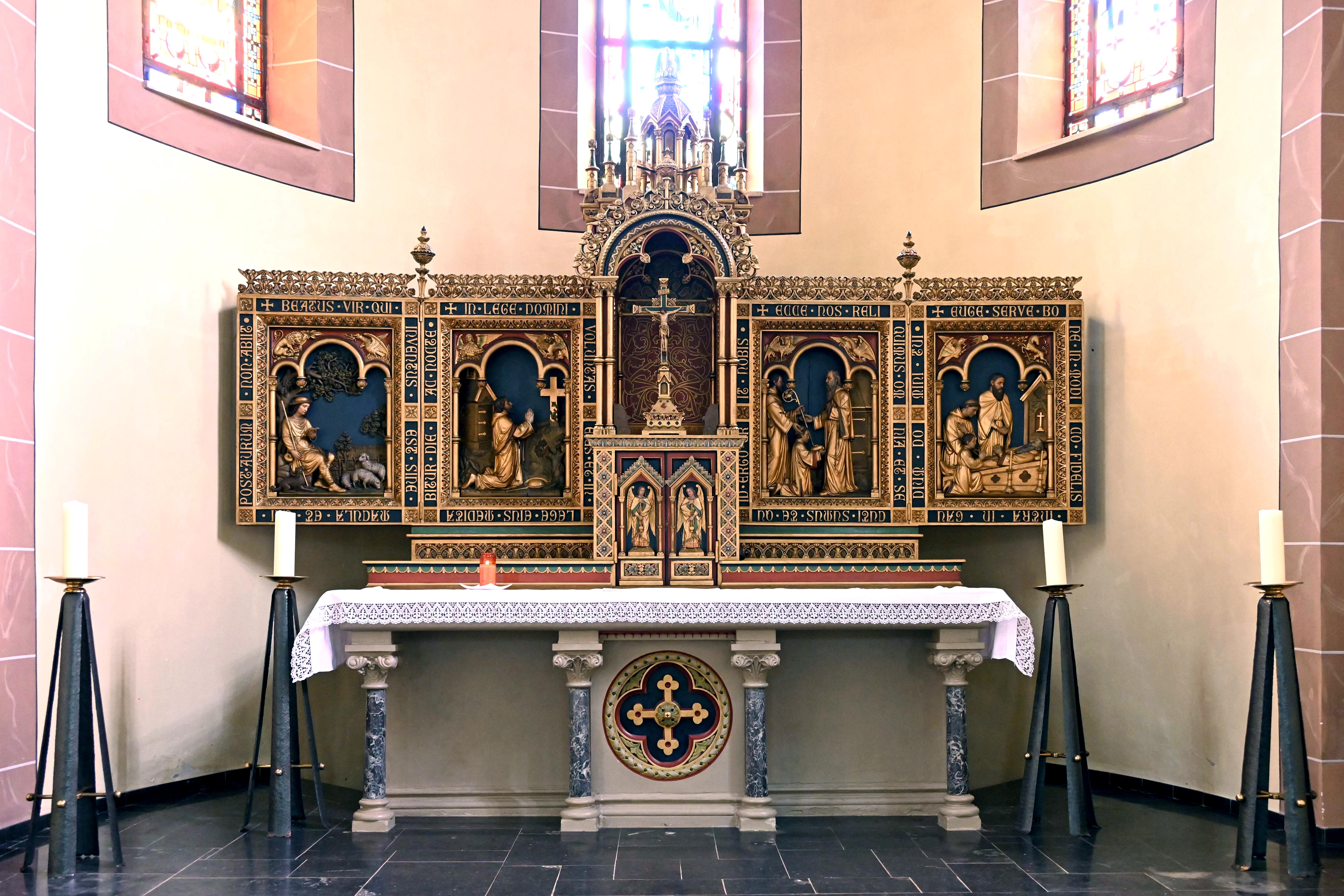
Hochaltar
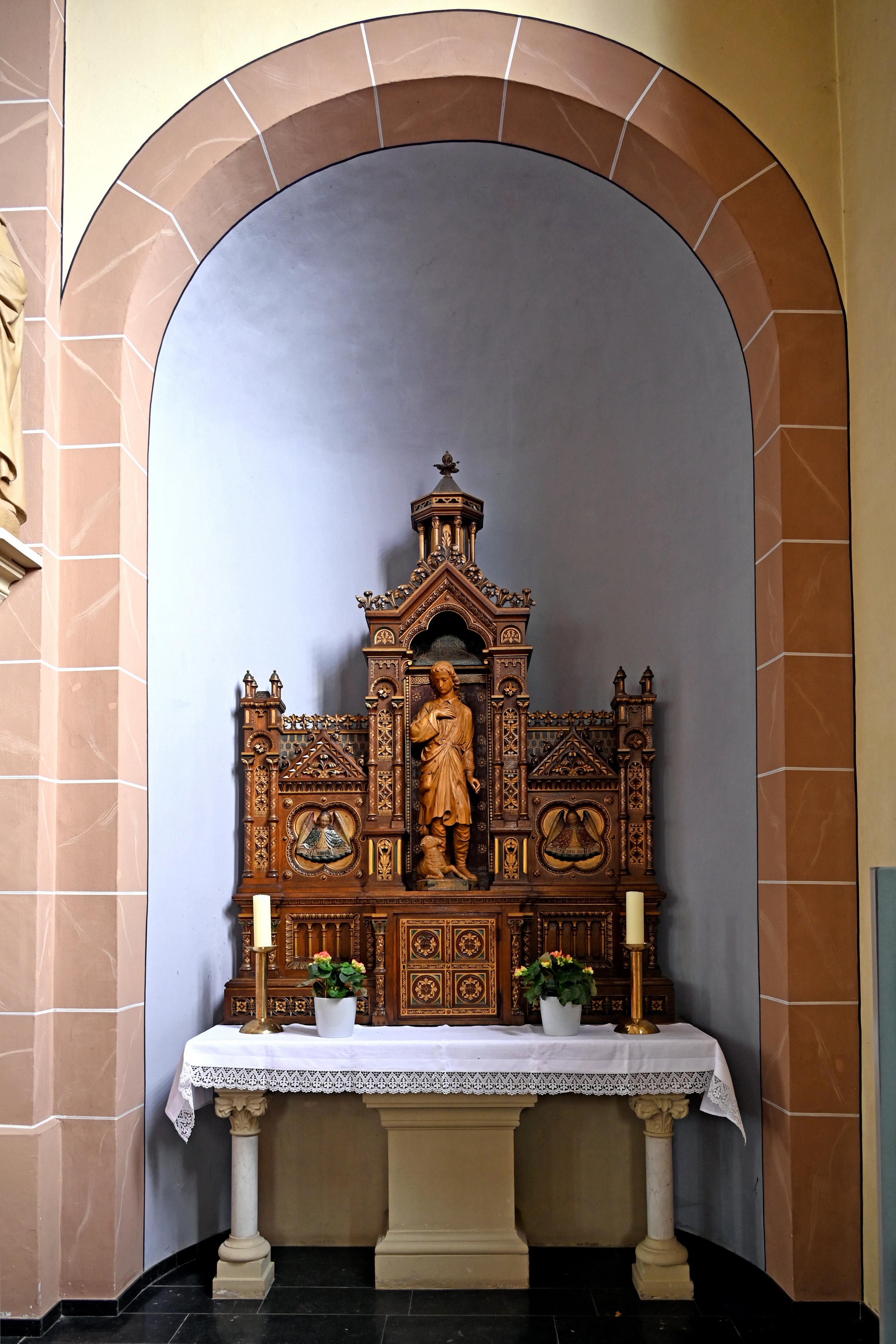
Wendelinusaltar
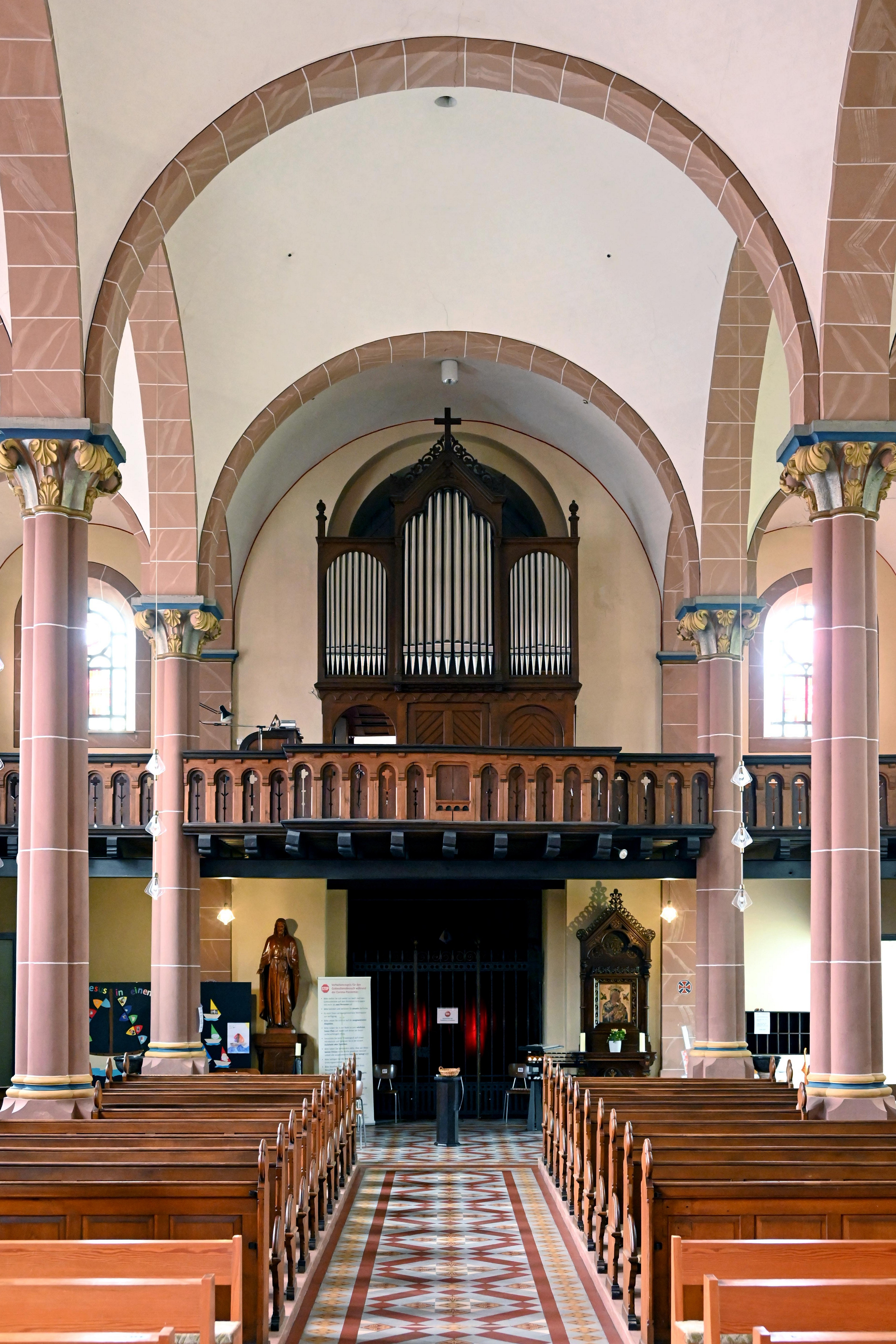
Empore mit Klaisorgel

Im Innenraum von St. Wendelin hat sich ein Großteil der Ausstattung aus der Bauzeit erhalten. Der Hochaltar, die beiden Nebenaltäre sowie die Kanzel sind reich verziert und im Stil der Neuromanik um 1900 geschaffen. Die Orgel ist ein Werk der Bonner Firma Johannes Klais Orgelbau aus dem Jahr 1904.